# ホット・ビィ
ホット・ビィ（HOT・B/HOT-B）は、かつて存在していた日本のゲームソフト製作会社である。

## 概要
広告代理店内の企画部門が、1983年に独立して設立。1980年代初期のマイコン（パソコン）ブームの頃から"GA夢"（がむ）のブランド名でゲームソフトの開発・販売を行っていた。釣りゲームの元祖とも言うべき『ザ・ブラックバス』シリーズや、日本のコンピュータRPG初期においてSF的題材を扱った『サイキックシティ』、ゲーム本編に後からシナリオを追加できるシステムを他社に先駆けて採用した『カレイドスコープ』シリーズ等を送りだす。また、その一方で技術力では当時の同業他社に後れを取っており、軒並み動作が遅い事でも知られた。
1987年、ファミリーコンピュータに参入。技術力の程は変わらず、特に参入2作目の『星をみるひと』は発売から30年以上経た現在にあっても、「伝説のクソゲー」として語られる存在となっている。
その後、PCエンジン・メガドライブ・スーパーファミコンに参入、アーケードゲームにも進出した。この頃から、"GA夢"ではなく、社名と同じ"HOT・B"をブランド名として使い始める。
1993年、多プラットフォーム展開を改め、アーケードゲームとスーパーファミコンに絞り込んで注力する方針へと転換する。しかし同年7月15日、手形の不渡りを出した事から従業員へ倒産が告げられ、7月21日に2回目の不渡りを出した事から銀行取引停止となり、倒産した。
倒産後に流通した同社のアーケードには『シュマイザーロボ』と『プレイガール2』がある。発売に間に合わなかったタイトルとしては『鋼鉄帝国2』と『キュービィボップ』があり、前者は開発途中でスタッフが『バズー!魔法世界』のヘルプに借り出された影響で開発が遅れてしまい、3面まで完成していたもののマスターアップしないままお蔵入りになっている。
倒産前に発売予定を発表していたスーパーファミコン用ソフト『スーパーブラックバス2』は、同社の元スタッフが立ち上げたスターフィッシュから発売された。また、他にも同社作品の続編や関連作がスターフィッシュから発売されている。

## 主な作品
- インセクターX（販売はタイトー）
- 火激（オリジナルはカネコが開発したアーケードゲーム）
- 中華大仙 （販売はタイトー）
- カレイドスコープ
- 銀河
- キングサーモン
- 鋼鉄帝国
- サイキックシティ
- ザ・ブラックバス
- ザ・ブラックバス2
- 上海 ドラゴンズ・アイ
- シャマイザーロボ
- スーパーブラックバス
- 西部の成りあがり
- 武田信玄
- 武田信玄2
- デトネイター・オーガン
- 星をみるひと
- ハイパーブラックバス
- バズー!魔法世界
- パラメデス
- プリトン
- プレジデントの選択
- プレイガールズ
- プレーガールズ2
- ラリパッパ野球団
- 妖姫伝
- WWFスーパースターズ
- Genji
- WWFレッスルマニアチャレンジ
- オーバーホライゾン（英: Over_Horizon）